# Mesohippus
Mesohippus (del griego meso, «medio» e hippus, «caballo») es un género extinto de mamíferos perisodáctilos de la familia Equidae y de la subfamilia Anchitheriinae que vivieron hace aproximadamente 40 millones de años, en el Oligoceno Medio.

## Descripción
Tenía las patas más largas que su predecesor Hyracotherium. Perdió, también con respecto a éste, un dedo, aunque se apoyaba normalmente sobre su dedo medio, a pesar de que los otros dos también eran usados. 
La cabeza de Mesohippus era más grande y larga que la de sus ancestros. Sus ojos eran redondeados y dispuestos más separados a los lados de la cabeza. Los dientes eran igualmente más largos y parecidos a los de los caballos actuales, al igual que su cavidad cerebral. Como la mayoría de los caballos fósiles, Mesohippus era común en Norteamérica.

## Especies
- Mesohippus bairdi
- Mesohippus barbouri
- Mesohippus braquistylus
- Mesohippus equiceps
- Mesohippus hypostylus
- Mesohippus intermedius
- Mesohippus latidens
- Mesohippus longiceps
- Mesohippus metulophus
- Mesohippus montanensis
- Mesohippus obliquidens
- Mesohippus proteulophus
- Mesohippus westoni

## Galería de imágenes

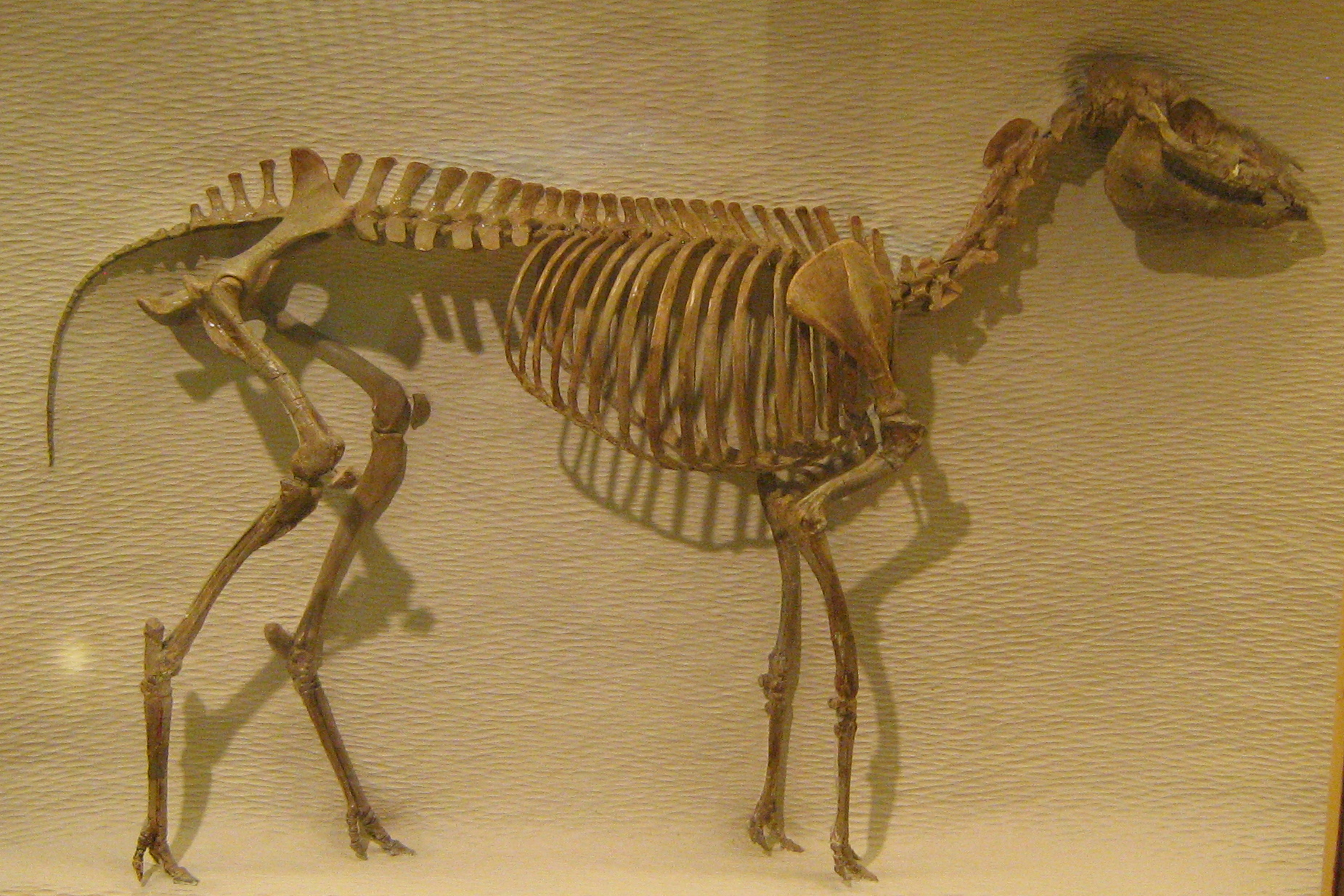
Exhibición de un Mesohippus barbouri en el Museo de Historia Natural de Harvard.
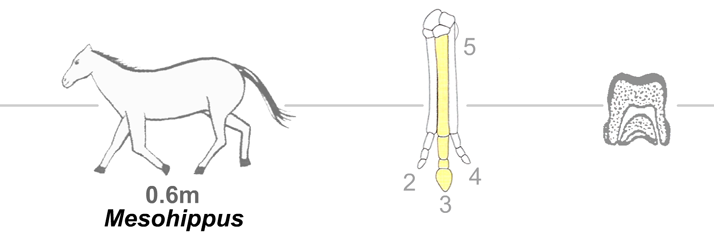
Esquema de un Mesohippus.
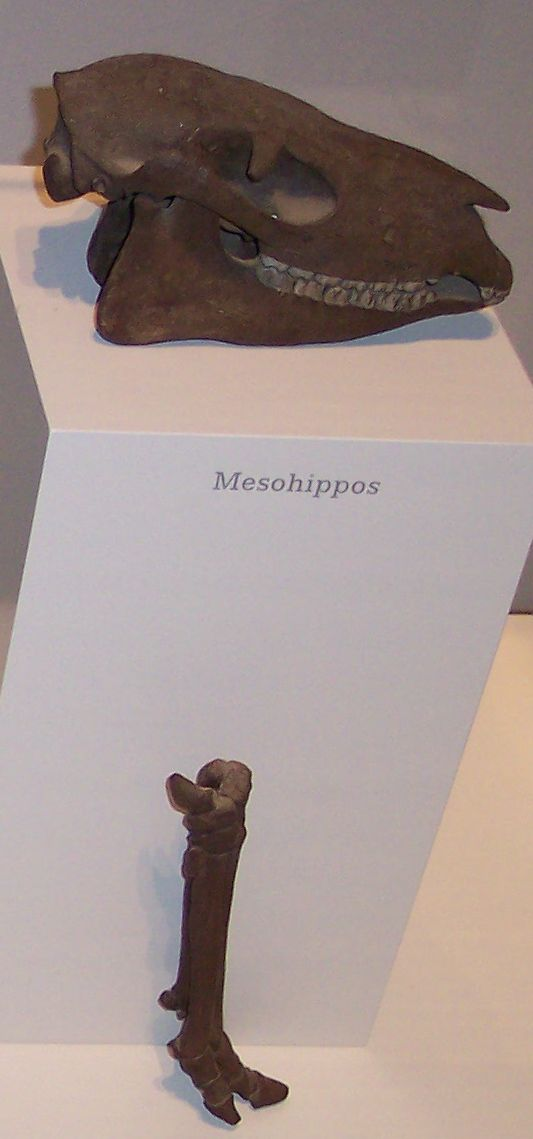
Cráneo y pata de un Mesohippus.
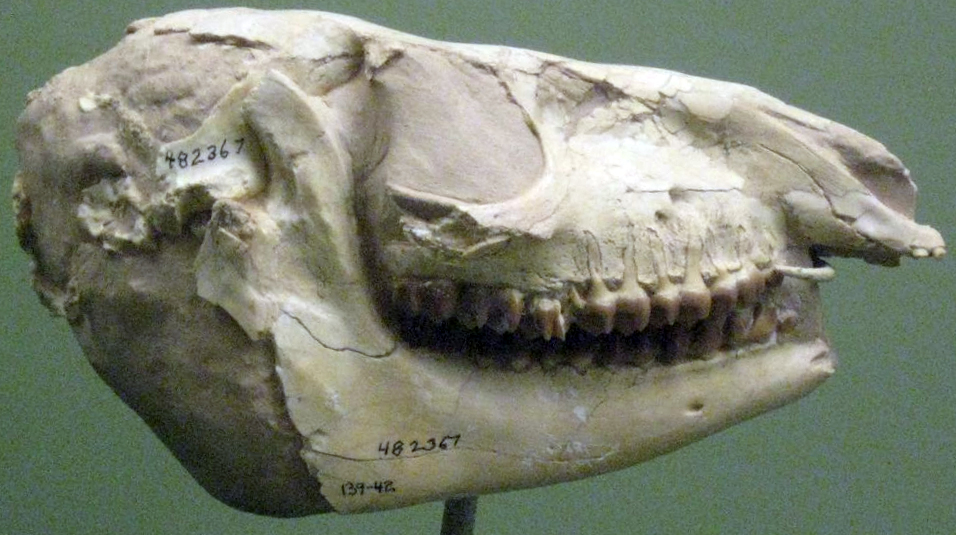
Cráneo de M. bairdi.